# Santiagomendi
Santiagomendi es un monte situado al noroeste de Guipúzcoa, en Astigarraga. En la cumbre se sitúa la ermita del mismo nombre. En estos parajes se han encontrado los restos más antiguos de la zona, ya que, al parecer, en la prehistoria se ubicó allí un poblado. En cuanto a datación, los primeros indicios podrían ser de la Época de Bronce y permanecieron hasta la colonización romana, hace dos mil años. En este yacimiento arqueológico se está investigando desde el año 1993.    

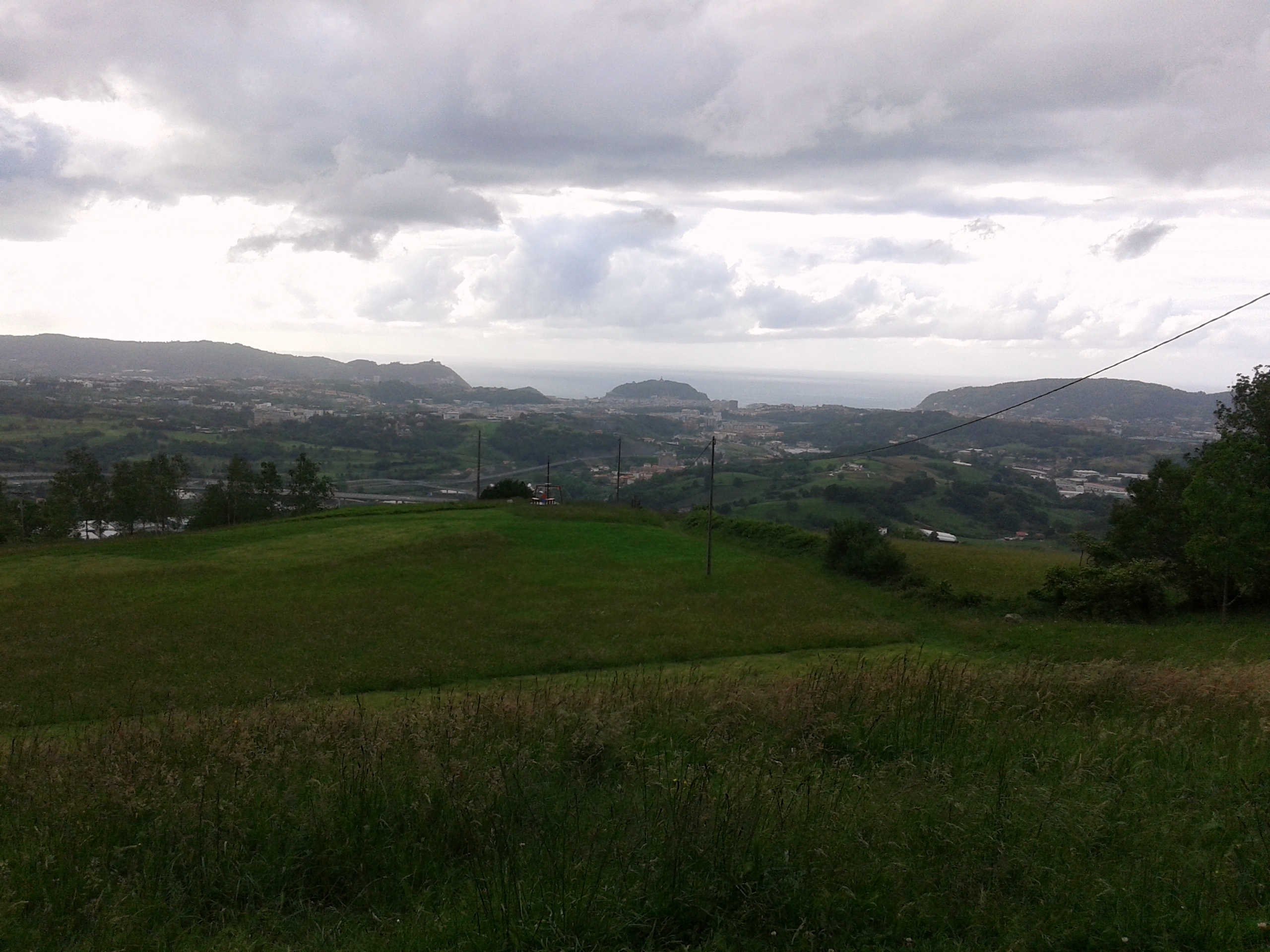
Costa vasca y vista de Donostia desde Santiagomendi

## Puntos de partida
- Santiago (Astigarraga)
- Ventas de Astigarraga